# ディズニー・パークス・エクスペリエンス・プロダクツ
ディズニー・エクスペリエンス（Disney Experiences）は、ウォルト・ディズニー・カンパニーにある3つの主要な事業部門の1つである。同社の「ディズニーパーク」およびリゾート事業の企画、開発、マネジメント、レジャー事業を行う関連子会社の統括を担当する。
ディズニー・パークス・エクスペリエンス・プロダクツ事業部門は、1971年フロリダのウォルト・ディズニー・ワールドにマジック・キングダムがオープンした際にウォルト・ディズニー・アトラクションズ事業部として発足した。
2018年3月にはウォルト・ディズニー・パークス・アンド・リゾーツがディズニー・コンシュマー・プロダクツと統合し、ディズニー・パークス・エクスペリエンス・コンシューマー・プロダクツへ改称。その後、2019年1月にディズニー・パークス・エクスペリエンス・プロダクツ、2023年11月にはディズニー・エクペリエンスと改称した。

## 歴史
- 1952年 - ウォルト・ディズニー・イマジニアリングとして設立。
- 1955年7月17日 - カリフォルニア州、アナハイムにディズニーランドが開園された。
- 1957年4月30日 - 日本の三越日本橋本店の屋上に楽しいこどもの国 ディズニーランド[4]がウォルト・ディズニー・カンパニーと正式に契約が結ばれ、期間限定でオープン。
- 1971年10月1日 - ロイ・O・ディズニーによるマジック・キングダムとその全体のウォルト・ディズニー・ワールド・リゾートが正式にオープンとなる。
- 1976年6月20日 - ディズニーウォーターパーク(ウォルト・ディズニー・ワールド・リゾート)であるディズニー・リバー・カントリーがオープン。
- 1982年10月1日 - ウォルト・ディズニー・ワールド・リゾート内に2番目となるエプコット・センターのオープン。
- 1983年4月15日 - 京成グループのオリエンタルランドとのライセンス契約[5][6]によりアメリカ国外初の日本の千葉県浦安市舞浜に東京ディズニーランドがオープン。
- 1989年5月1日 - ウォルト・ディズニー・ワールド・リゾートの3番目のテーマパークであるディズニー・ハリウッド・スタジオがオープンする。
  - 6月1日 - ディズニーウォーターパークであるディズニー・タイフーン・ラグーンがオープン。
- 1992年4月12日 - フランスのマルヌ＝ラ＝ヴァレにディズニーランド・パークとリゾート全体でユーロ・ディズニーリゾートいう名前でオープンする。
- 1995年 - ユーロー・ディズニーリゾートがディズニーランド・パリに名称変更する。
  - 4月1日 - ディズニーウォーターパークである、ディズニー・ブリザード・ビーチが、オープン。
  - 11月28日  - ウォルト・ディズニー・ワールド・スピードウェイがオープン。
- 1998年4月22日 - ウォルト・ディズニー・ワールド・リゾートに4つ目のテーマパークであるディズニー・アニマル・キングダムがオープン。
  - 7月30日 - ディズニー・マジックが出航。
- 1999年8月 - ディズニー・ワンダーが出航。
- 2001年2月8日 - テーマパークからテーマリゾートへとなりディズニーランド・リゾートと公式から呼ばれるようになる。ディズニー・カリフォルニア・アドベンチャーとダウンタウン・ディズニーがオープン。
  - 2001年 - 2001年より東京ディズニーリゾートと公式で呼ばれるようになる。
  - 7月27日 - 舞浜リゾートラインによるディズニーリゾートラインが運行開始。
  - 9月4日 - 東京ディズニーシーがオープン。
  - 11月2日 - ディズニー・リバー・カントリーを閉鎖。
- 2002年3月16日 - ディズニーランド・パリにウォルト・ディズニー・スタジオ・パークがオープン。
- 2005年5月 - アドベンチャーズ・バイ・ディズニーがサービス開始。
  - 9月12日 - 香港ディズニーランド・リゾートとテーマパークの香港ディズニーランドがオープン[7]。
- 2007年10月23日 - アメリカ合衆国連邦政府とウォルト・ディズニー・パークス・アンド・リゾーツが外国人向けにアメリカ合衆国への渡航誘致を目的としたプロモーションビデオを製作した[8][9]。
- 2011年1月26日 - ディズニー・ドリームが出航。
  - 8月29日 - アウラニ・ディズニー・リゾート&スパ・コオリナ・ハワイがオープン。
- 2012年 - ディズニー・ファンタジーが出航。
- 2015年8月9日 - ウォルト・ディズニー・ワールド・スピードウェイが閉鎖。
- 2016年6月16日 - 上海ディズニーリゾートと世界最大の面積のテーマパーク、上海ディズニーランドが開業[10]。
- 2017年9月30日 - ディズニーランド・パリは、ウォルト・ディズニー・カンパニーが正式に100％所有するようになった。
- 2020年 - 1月25日に上海[11]、26日に香港[12]、2月29日に東京[13]3月14日にカリフォルニアとクルーズ[14][15]、3月16日にパリとフロリダ[16]の全パークは2019新型コロナウイルスの世界的流行により、閉鎖を決定[17]。
- 2025年5月7日 - ウォルト・ディズニー・カンパニーは、ミラル・グループとの提携とアブダビのディズニーリゾートの計画を発表した。

## 事業

### テーマリゾート
アメリカ国内（カリフォルニア州、フロリダ州）の2つのディズニーパークおよびフランスのパリにあるパークはウォルト・ディズニー・カンパニー本社が直接所有し、香港、上海のパークは、ディズニー本社と現地政府などの合弁会社が所有する形式を取っている。いずれのパークもディズニー本社の4大事業部門の1つであるディズニー・パークス・エクスペリエンス・プロダクツが所管している。東京のパークのみライセンス契約である。

#### ディズニーランド・リゾート
- ディズニーランド
- ディズニー・カリフォルニア・アドベンチャー
- ダウンタウン・ディズニー（商業施設）
- 3つのホテル

#### ウォルト・ディズニー・ワールド・リゾート
- マジック・キングダム
- エプコット
- ディズニー・ハリウッド・スタジオ
- ディズニー・アニマル・キングダム
- ディズニー・タイフーン・ラグーン（ウォーターパーク）
- ディズニー・ブリザード・ビーチ（ウォーターパーク）
- ディズニー・リバー・カントリー（ウォーターパーク、閉鎖）
- ESPNワイド・ワールド・オブ・スポーツ・コンプレックス
- ウォルト・ディズニー・ワールド・スピードウェイ
- ディズニー・スプリングス
- ディズニー・ボードウォーク
- 25以上のホテル

#### 東京ディズニーリゾート
東京ディズニーリゾートは、株式会社オリエンタルランドがディズニーからライセンスを受ける形で独立して所有・運営しており、ディズニーの資本は直接・間接とも入っていない。ディズニー・エクペリエンスは主にディズニーパークを中心とするリゾートの運営面での支援を所管している。（ライセンス管理はディズニー・エンタプライゼズ・インクが所管）
- 東京ディズニーランド
- 東京ディズニーシー
- 舞浜アンフィシアター
- イクスピアリ[注釈 1]（商業施設) 
  - ボン・ヴォヤージュ（商業施設)
- 6つのホテル

#### ディズニーランド・パリ
ディズニーランド・パリはディズニー社の子会社であるユーロ・ディズニーS.A.S.による運営。
- ディズニーランド・パーク
- ウォルト・ディズニー・スタジオ・パーク
- ディズニー・ヴィレッジ（商業施設）
- 6つのホテル

#### 香港ディズニーランド・リゾート
香港ディズニーランド・リゾートはディズニー社と香港インターナショナルテーマパークとの運営。
- 香港ディズニーランド
- インスピレーションレーク
- 2つのホテル

#### 上海ディズニーリゾート
上海ディズニーリゾートディズニー社が所有、上海シェンディ・グループが運営している。
- 上海ディズニーランド
- ディズニータウン（商業施設）
- 2つのホテル

### テーマクルーズ

#### ディズニー・クルーズ・ライン
- ディズニー・マジック
1998年就航、83,338t、定員2,700名、乗員875名。
- ディズニー・ワンダー
1999年就航、85,000t、定員2,700名、乗員875名。
- ディズニー・ドリーム
2011年就航、129,690t、定員4,000名、乗員1,251名。
- ディズニー・ファンタジー
2012年就航、129,690t、定員4,000名、乗員1,251名。
- ディズニー・ウィッシュ
2022年就航、144,256t、定員4,000名、乗員1,254名。
- ディズニー・トレジャー
2024年就航、144,256t、定員4,100名、乗員1,250名。
- キャスタウェイ・ケイ、ライトハウス・ポイント
ディズニー・クルーズ・ラインが立ち寄る、ウォルト・ディズニー・カンパニー所有のプライベートアイランド。

### 屋内型テーマパーク

#### ディズニー・クエスト
- ディズニー・クエスト・フロリダ（ウォルト・ディズニー・ワールド・リゾート、2017年7月2日閉鎖）
- ディズニー・クエスト・シカゴ（2001年9月4日閉鎖）
- ディズニー・クエスト・フィラデルフィア（建設途中で中止）
- ディズニー・クエスト・アナハイム（ディズニーランド・リゾート）（計画段階で中止）
- ディズニー・クエスト・トロント（計画段階で中止）

### その他の事業
その他の主な事業は以下の通り。
- ウォルト・ディズニー・イマジニアリング（The Walt Disney Imagineering）
各ディズニーパークのショーの企画やアトラクション設計や拡張計画の考案担当。
  - ウォルト・ディズニー・クリエイティブ・エンターテインメント（Walt Disney Creative Entertainment）
- ウォルト・ディズニー・アトラクションズ（Walt Disney Attractions）
- ディズニー・インタラクティブ（Disney Interactive）
ディズニー・インタラクティブ・スタジオを始めとする傘下を所有している。他にはウォルト・ディズニー・カンパニー日本法人のウォルト・ディズニー・ジャパンとNTTドコモやソフトバンクとの連携によって「ディズニー・モバイル」などを展開している（ソフトバンクは終了）。
- ディズニー・コンシュマー・プロダクツ（Disney Consumer Products）
世界中でディズニーブランドや傘下の『スター・ウォーズ』やマーベル作品などを展開しているディズニーストアを運営している。
- ESPNゾーン（ESPN Zone）
ウォルト・ディズニー・カンパニーの子会社であるディズニー・リージョナル・エンターテイメント（Disney Regional Entertainment）社によって運営されるスポーツをテーマにしたレストランチェーン。
- ワールド・オブ・ディズニー（World of Disney）
ウォルト・ディズニー・カンパニーのパークス・アンド・リゾーツ事業部門が直接所有・管理する小売店舗チェーン。
- ディズニー・バケーション・クラブ（Disney Vacation Club）
ウォルト・ディズニー・カンパニーの子会社であるディズニー・バケーション・クラブ社によって運営される会員制リゾートホテルグループ。
- アドベンチャーズ・バイ・ディズニー（Adventures by Disney）
ウォルト・ディズニー・カンパニーのパークス・アンド・リゾーツ事業部門が直接所有・管理する旅行代理店事業。主にディズニーサイト（ディズニーリゾート等のディズニー関連施設）が存在しない地域向けに、ディズニーサイトへのパッケージツアーなどを取り扱う。
- アウラニ・ディズニー・リゾート&スパ・コオリナ・ハワイ（Aulani Disney Resort＆ Spa Ko Olina Hawaii）
2011年にオアフ島コオリナにオープンしたリゾートホテル。
- ストーリーリビング・バイ・ディズニー（Storyliving by Disney）
ディズニー・イマジニアリングを活用し、ディズニーのキャストメンバーがスタッフとして配置された、2022 年に開始されたマスタープランコミュニティ。

## 他社のテーマパークでのディズニー作品の展開

### ユニバーサル・スタジオ

マーベル・エンターテインメントはディズニーの子会社であるが、ユニバーサル・スタジオ・ジャパン（USJ）とユニバーサル・オーランド・リゾートのアイランズ・オブ・アドベンチャーにはマーベルのアトラクションが現在も存在する。

ディズニー社が2009年にマーベル・エンターテインメント、2012年にルーカスフィルム、2019年に20世紀スタジオ（21世紀フォックス）を買収したことにより、いくつかのディズニーが所有する作品が競合のテーマパーク内に登場している。
ディズニーがマーベルの買収を発表した際、ディズニー社はマーベルが今まで結んでいた契約はこれからも続けると発表した。そしてその中には1994年にユニバーサル・テーマパークスの親会社のコムキャストとNBCユニバーサルと結んだ契約も含まれていた。これはユニバーサル・テーマ・パークス内でマーベル作品のキャラクターを登場させる際に、競合が同じキャラクターを使ってはいけないというものである。現在、アメリカ・フロリダ州のアイランズ・オブ・アドベンチャーでアベンジャーズ、Xメン、スパイダーマン、ファンタスティック・フォーが登場しており、日本のユニバーサル・スタジオ・ジャパンではスパイダーマンのみ登場している。
そのためこの契約により、アメリカのミシシッピ川以東にあるウォルト・ディズニー・ワールド・リゾートと、日本にある東京ディズニーリゾートでは、スパイダーマンのみのキャラクターとその関連キャラクター（チーム・メンバー、脇役、悪役など）を登場させることは出来ない。
ディズニーランド・リゾートはミシシッピ川以西にあるため、全てのマーベル・キャラクターを登場させることが出来る。
フロリダと東京以外ではマーベル作品を扱うにあたって制限は設けられていない。香港ディズニーランドではシミュレーター・ライドのアイアンマン・エクスペリエンスが開業した事を皮切りに世界中でマーベルをテーマとしたアトラクションが造られている。ディズニー・カリフォルニア・アドベンチャーではガーディアンズ・オブ・ギャラクシー - ミッション:ブレイクアウト!が開業し、上海ディズニーランドにもマーベル・ユニバースが開業、2021年にはアベンジャーズ・キャンパスが開園した。現在、エプコットに「ガーディアンズ・オブ・ギャラクシー」をテーマとしたアトラクション、東京ディズニーランドにマーベル原作の映画「ベイマックス」をテーマとしたアトラクションが開業した。

### その他のテーマパーク
レゴランド・カリフォルニアとレゴランド・フロリダにはスター・ウォーズをテーマとした小さなエリアがあったが、2020年に共に閉鎖された。日本においてもUSJのシネマ 4D シアター内には現在も『スター・ウォーズ エピソード4/新たなる希望』のポスターが存在する。また、USJにおいてスター・ウォーズに登場するストームトルーパーの模型がディズニーのルーカスフィルム買収後も数年間存在していた。
また、ユニバーサル・スタジオ・北京には2019年にディズニーに買収された20世紀フォックス（21世紀フォックス）の作品のアトラクションなどがある。

## 20世紀フォックスのテーマパークと起訴
2019年3月、ウォルト・ディズニー・カンパニーは同業の大手ハリウッド映画会社の20世紀フォックスを買収し、ウォルト・ディズニー・カンパニー傘下（子会社）の映画スタジオとなった。
ディズニーに買収される以前、20世紀フォックス（21世紀フォックス）はテーマパークを計画予定でマレーシアのクアラルンプールにリゾート・ワールド・ゲンティンの一部とドバイに「20世紀フォックス・ワールド」と呼ばれるディズニーランドのような大型テーマパークを建設していた最中であった。テーマパーク内はアトラクションや外見、世界観のようなものなど約7割完成しており、まもなく開園であった時にディズニーに買収され、ディズニーは「20世紀フォックスのテーマパークは挫折の可能性」と発言したあと、20世紀フォックス・ワールドはカジノと隣接する計画のため、ファミリー向けのブランド戦略を取るウォルト・ディズニー・カンパニーが遅延を理由に同計画を無効にしようとしている、と非難した。
その後、一方的にディズニーとフォックスから、中止を求めるよう指示され、11月26日にカリフォルニアの中央地区連邦地方裁判所に、投資額などに相当する10億ドル（約1140億円）の支払いを求め、フォックスとディズニーを訴えた。